# Hydatostega argentatus
Hydatostega argentatus är en tvåvingeart som först beskrevs av Van Duzee 1918.  Hydatostega argentatus ingår i släktet Hydatostega och familjen styltflugor.
Artens utbredningsområde är Kalifornien. Inga underarter finns listade i Catalogue of Life.